# Comuna Mîhnivți, Lubnî
Mîhnivți (în ucraineană Михнівці) este o comună în raionul Lubnî, regiunea Poltava, Ucraina, formată din satele Mîhnivți (reședința), Oleksandrivka, Peatîhirți, Ternî și Veazivok.

## Demografie
Componența lingvistică a comunei Mîhnivți
     Ucraineană (98,35%)
     Rusă (1,58%)
     Alte limbi (0,04%)
Conform recensământului din 2001, majoritatea populației comunei Mîhnivți era vorbitoare de ucraineană (98,35%), existând în minoritate și vorbitori de rusă (1,58%).